# 潟沼
潟沼（かたぬま）は、宮城県大崎市鳴子温泉にある湖。日本を代表する強酸性火山湖。栗駒国定公園内に位置する。

## 地理
鳴子温泉街及び東鳴子温泉街のおよそ1.5キロメートル南に位置し、直径約7キロメートルの不鮮明な輪郭をもつカルデラとその中央部の溶岩ドーム群（胡桃ヶ岳、尾ヶ岳、鳥谷ヶ森、松ヶ岳）に囲まれる。潟沼はこれら鳴子火山群の火口湖あるいは、火山活動により流出した溶岩による堰止湖とも言われている。標高は湖面で306メートル。
湖面の形状は東西462メートル、南北326メートル、周囲1,380メートルの楕円形。湖底や湖岸のあちこちに火山ガスを噴出する噴気孔がある。湖底の中央部には火山ガスの噴出により深度21.3メートルに達する窪地が形成されている。この窪地は1932年には既に見られた。湖岸には2段の湖成段丘、湖面下には湖棚が発達する。
湖岸周辺には定常的な流出入河川はなく、わずかに降雨時や融雪時の小沢が2 - 3本入っている程度である。

## 湖水
湖水は強酸性であり、pHは2.4。かつてはpH1.4を記録し世界一の強酸性湖と伝えられた。
湖底の最深部、南岸部、北東部の3ヶ所に温水の浸出による高温域が存在し、深水層水温の上昇に寄与するとともに、冬季における不凍箇所を形成する。湖底下の浅い場所でSO2, H2Sの火山ガスが地下水に作用し、さらにH2SO3の自己酸化還元反応によって生成された強酸性水が温水となって湖底より浸出し湖水の水質を形成している可能性が高い。
湖水は天候によりエメラルドやブルーに変化するが、湖底からの熱源のため成層が弱く、夏期に突発的に全層循環があると、湖底からの硫化水素と上層の酸素の反応によってできた粒状硫黄により湖面が白濁する[要出典]。

## 生物相
魚類は全く生息していない。湖岸を中心に耐酸性を持つサンユスリカ(Chironomus acerbiphilus Tokunaga) が非常に高密度で生息している。そのほか、底生珪藻(Pinnularia acidojaponica) や植物プランクトン(Chlamydomonas acidophila) のそれぞれ1種の生息が確認されている。サンユスリカはこれらの底生珪藻や植物プランクトンを餌としている。
潟沼の堆積有機物は、周囲の森林由来のものは少なく、その多くは湖内で生産された底生珪藻と植物プランクトンに由来する。

### 植物
周囲の地域はおおむねアカマツとコナラなどからなる雑木林やチマキザサ、ススキなどの草原に覆われているが、湖畔の一角（駐車場や茶屋のある付近）には、スゲ属のヤマタヌキランの大群落がある。この植物は東北地方の固有種で、硫黄関連の火山ガス噴気孔周辺にのみ出現する植物として知られ、この湖の性質と結びついた独特の景観をなしている。
周辺の植生は8つの群落に区分される。
1. アカマツ林：湖の西側大半。官行造林によるもの。高木層はアカマツ、亜高木層にコナラ、クリが多く、林床にはトリアシショウマ、チゴユリ、アキノキリンソウなどが多く出現している。
2. コナラ林：湖の東南から南西にかけて発達している二次林。コナラを上層木にもち、ヤマツツジ、リョウブ、マンサク、チシマザサ、ホツツジ、チゴユリが多くみられる。このコナラ林からチシマザサを欠いた形の群落が湖の西と北側の一部にみられる。
3. クロウスゴ－ウスノキ群落：湖の北側に点在する低木群落。クロウスゴ、リョウブ、ナツハゼ、ハナヒリノキ、ウスノキ、ヤマツツジ、ウラジロヨウラクを構成種とする。
4. チマキザサ群落：チマキザサが優占する単純なササ群落。上述の低木ツツジ科植物やわずかなススキの侵入も見られる。
5. ススキ群落：コナラ林の南側に広く分布するいわゆるススキ型草地。放牧や採草地として使用される。
6. ススキ－イオウゴケ群落：湖の北側、裸地及びヤマタヌキラン群落と接してみられる群落。優占するススキに混じってリョウブやヤマツツジ、ハナヒリノキなどが多く、地表にイオウゴケが目立つ。
7. チマキザサ－ススキ群落：湖の東北側に発達する。上記のチマキザサ群落とススキ－イオウゴケ群落とが混じった様相を示し、チマキザサがススキに比べてやや優勢な群落。
8. ヤマタヌキラン群落：湖の北岸に発達する。ヤマタヌキラン、ススキゴケが生育し、場所によってヒメスゲが混じる。他の群落とは全く異なった景観を呈する。

このうち、ヤマタヌキラン群落、ススキ－イオウゴケ群落、チマキザサ群落、クロウスゴ－ウスノキ群落、チマキザサ－ススキ群落が硫化水素を含む火山ガスの影響を受け、噴気孔からほぼ同心円状に裸地→ヤマタヌキラン群落→ススキ－イオウゴケ群落→クロウスゴ－ウスノキ群落→チマキザサ群落と推移している。この変化は、群落を構成する植物の火山ガスに対する抵抗力の違いによるためと考えられる。これらの群落で出現した種は19種で、そのうち8種はツツジ科植物であった。

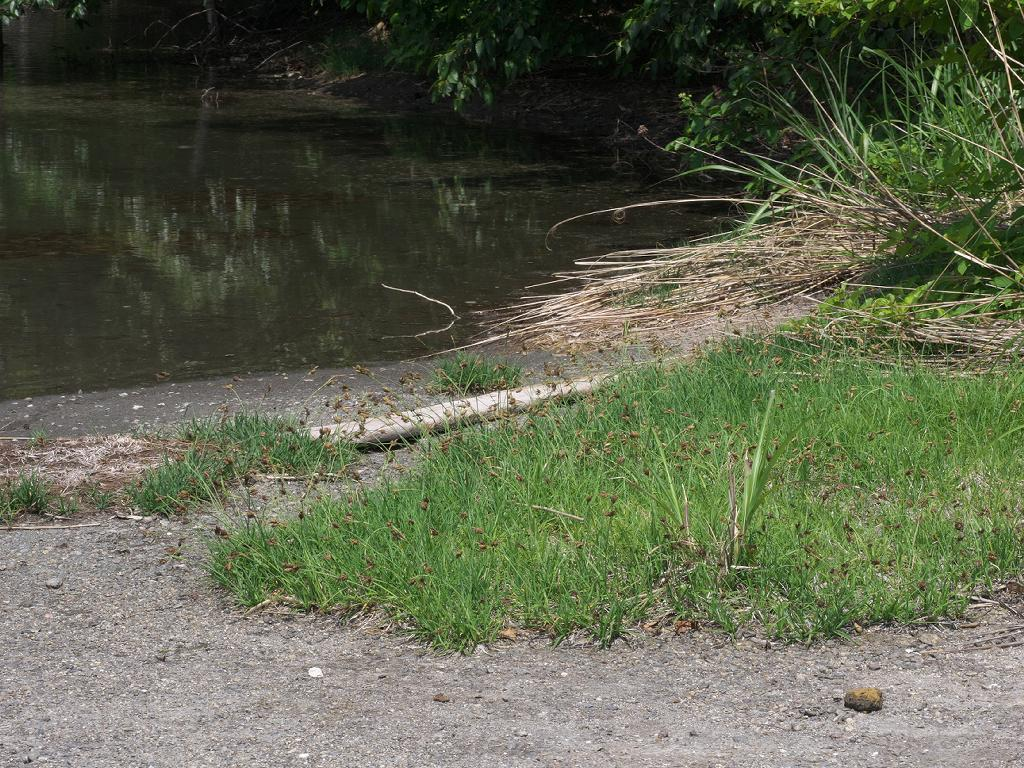
湖岸のヤマタヌキラン群落

## 人間との関わりの歴史

### 古代
837年（承和4年）4月16日：『続日本後紀』に「玉造塞温泉石神、雷響振動、昼夜不止、温泉流河、其色如漿、加以山焼谷塞、石崩木折、更作新沼、沸声如雷」の記述がある。

### 近世
仙台藩が安永年間にまとめた『風土記御用書出』には「形沼」と表記される。獅山公出馬に触れ「草生不申魚虫等硫黄之気御座候ニ付居不申候」とある。

### 近代・現代
景勝地であり種々の自然体験を楽しめるリゾートとして、あるいは鉱山として、観光・産業の両側面での利用が見られる様になる。1895年（明治28年）刊行の『日本名勝地誌』には「潟沼」と表記される。「奇勝ありて散策を試むべきもの少なからず。」とあり、鉄道開業以前から景勝地として知られていたことが伺われる。1902年時点で噴気孔での硫黄の採掘が行なわれていた。太平洋戦争がはじまると湖の北岸に硫黄製錬所ができた。上野々スキー場と合わせ、鳴子火山群の外輪山を巡るルートがスキーツアーコースとして知られた。
- 1926年（大正15年）：潟沼の周囲に遊歩道開設[16]
- 1931年（昭和6年）：斎藤茂吉が訪れ歌を詠む[17]。「みづうみの岸にせまりて硫黄ふく　けむりの立つは一ところならず」

- 1951年（昭和26年）2月26日：湖底の硫黄を採取し精錬する、鳴子硫黄株式会社が設立[18]。
- 1967年（昭和42年）10月21日：高松宮が訪れる[19]。
- 1968年（昭和43年）：湖底からの硫黄採取事業が終わる[1]。
  - 7月22日：栗駒国定公園に指定[20]。
- 1993年（平成5年）11月12日：旧鳴子町が斎藤茂吉歌碑を建立[17]。
- 2016年（平成28年）5月20日：鳴子温泉郷が国民保養温泉地に指定。潟沼の自然景観は構成要素の一つとされた[21]。

#### 龍神伝説
潟沼には龍神伝説があり、外輪山南側には鳥居と共に「龍神祠」が祀られている。大正時代の文献には「湖の主は女の龍神であって、毎年4, 5月の頃沼に姿を現し機を織るのを見るものもある」と記述がある。潟沼伝説としては「朝霧の薄らかかればきりはたり機織る音す沼の妖精」の記述が初見。

## 観光
泳ぐことはできないが、貸しボートを利用できる。湖畔にはレストハウスが一軒存在し、食事をとることができる。また道路を隔てて大崎市が管理するクレー射撃場が存在する（住所は大崎市鳴子温泉湯元67-3）。
鳴子温泉の自然を身近に楽しむ新たな取り組みとして、スタンドアップパドルボード（SUP）体験を楽しめる。外輪山の一つである「中ノ岳」への登山道が整備され、頂上から潟沼を一望できる。また、積雪による道路の冬季閉鎖中は、豊富な積雪を利用したスノーシューツアーが催行される。
湖の周囲では硫化水素が発生しているため、温泉地特有の卵が腐ったようなにおいが立ち込める。湖の外周に沿って歩道が整備されており一周することができる。

## アクセス
- JR陸羽東線・鳴子温泉駅より約2km。道路は舗装されてはいるが、急勾配の道が長く続き、季節によっては熊が出ることがあるため、徒歩の場合は注意が必要である。